# Подбило
45°02′ пн. ш. 14°56′ сх. д. / 45.04° пн. ш. 14.93° сх. д.
Подбило (хорв. Podbilo) — населений пункт у Хорватії, у Лицько-Сенській жупанії у складі міста Сень.

## Населення
Населення за даними перепису 2011 року становило 25 осіб.
Динаміка чисельності населення поселення:

## Клімат
Середня річна температура становить 9,69 °C, середня максимальна – 22,23 °C, а середня мінімальна – -3,04 °C. Середня річна кількість опадів – 1418 мм.
| Клімат поселення                              | Клімат поселення | Клімат поселення | Клімат поселення | Клімат поселення | Клімат поселення | Клімат поселення | Клімат поселення | Клімат поселення | Клімат поселення | Клімат поселення | Клімат поселення | Клімат поселення | Клімат поселення |
| Показник                                      | Січ.             | Лют.             | Бер.             | Квіт.            | Трав.            | Черв.            | Лип.             | Серп.            | Вер.             | Жовт.            | Лист.            | Груд.            |                  |
| Середній максимум, °C                         | 6,55             | 6,47             | 8,80             | 12,62            | 17,56            | 21,65            | 22,23            | 21,75            | 17,57            | 13,12            | 8,34             | 5,93             |                  |
| Середня температура, °C                       | 1,80             | 1,72             | 4,05             | 7,86             | 12,82            | 16,90            | 19,24            | 18,78            | 14,60            | 10,16            | 5,37             | 2,96             |                  |
| Середній мінімум, °C                          | −2,96            | −3,04            | −0,7             | 3,12             | 8,07             | 12,14            | 16,28            | 15,82            | 11,62            | 7,19             | 2,40             | 0,00             |                  |
| Норма опадів, мм                              | 101              | 99               | 106              | 115              | 101              | 112              | 73               | 95               | 136              | 164              | 177              | 139              |                  |
| Середньомісячна швидкість вітру, м/с          | 3.57             | 3.66             | 3.67             | 3.40             | 3.10             | 2.92             | 2.84             | 2.90             | 3.12             | 3.46             | 3.87             | 3.91             |                  |
| Середньомісячна сонячна радіація, кДж/м²·день | 4404             | 7136             | 10462            | 15016            | 19322            | 20905            | 22887            | 19417            | 14188            | 9166             | 4833             | 3685             |                  |
| --------------------------------------------- | ---------------- | ---------------- | ---------------- | ---------------- | ---------------- | ---------------- | ---------------- | ---------------- | ---------------- | ---------------- | ---------------- | ---------------- | ---------------- |
| Джерело:                                      |                  |                  |                  |                  |                  |                  |                  |                  |                  |                  |                  |                  |                  |